# Sojoez T-3
Sojoez T-3 (ook: 12077) was een bemande Russische ruimtevlucht uit 1980. Doel van deze missie was een koppeling uitvoeren met ruimtestation Saljoet 6. De bemanning onderzocht de functionaliteit van het nieuwe Sojoez T-ontwerp. Voor de eerste maal sinds de rampvlucht van Sojoez 11 in juni 1971, vlogen weer drie kosmonauten in een Sojoez.

## Bemanning
De driekoppige bemanning bestond uit luitenant-kolonel Leonid Kizim (gezagvoerder), Oleg Makarov (boordwerktuigkundige) en Gennadi Strekalov (onderzoeker). Voor Kizim en Strekalov betekende het hun ruimtedoop; Makarov maakte zijn laatste vlucht en bezocht Saljoet 6 reeds met Sojoez 27. Deze capsule had een gewicht van 6850 kg.

## Vluchtverloop

### Lancering en koppeling
Sojoez T-3 werd gelanceerd op 27 november 1980 met een Sojoez draagraket vanaf Tjoeratam te Bajkonoer. Het apogeum bedroeg 271,5 km, het perigeum 253 km en de omlooptijd 89,6 minuten. De inclinatie was 51,62° bij een excentriciteit van 0,00139. Een dag later voerde de bemanning een geslaagde koppeling met Saljoet 6 uit en betrad het station. Ze meerde aan bij het voorste koppelingsluik, want het achterste hield Progress 11 bezet.

### Noodzakelijk onderhoud, hoge tijdsdruk
De omschrijving van deze missie luidde: "...een nieuw stadium in het testen van ruimtematerieel en een logische voortzetting van het testen van een nieuwe generatie ruimteschepen...". De praktijk leerde echter dat het hier in hoofdzaak een reparatievlucht betrof. Dit was in strijd met uitlatingen in Sovjet-media dat het een proefvlucht betrof. En een revisie bleek dringend noodzakelijk. De door de bemanning van Sojoez 35 en 37 aangevangen reparaties werden voortgezet. Saljoet 6 was gelanceerd in september 1977 en ontworpen op een levensduur van anderhalf jaar. Maar het station trok nu al drie jaar zijn baantjes om de Aarde en was nog steeds in gebruik. Sommige onderdelen waren slechts berekend op een levensduur van twee jaar; de technische betrouwbaarheid van Saljoet 6 nam dus zienderogen af. De omstandigheden in het station werden hoe langer hoe slechter.
De kosmonauten waren echter gebonden aan een uitermate strikt tijdschema. In minder dan twee weken moest het drietal het vervallen station weer oplappen. De hoge werkdruk zorgde ervoor, dat twee televisie-uitzendingen niet doorgingen. Bovendien moest het drietal afstand doen van een van hun schaarse vrije dagen. Daarnaast ruimde de vluchtleiding minder tijd in voor de dagelijkse lichamelijke oefeningen; die tijd kon men beter besteden.
Tijdens hun vlucht kreeg het trio hulp van de vorige bemanning, die van een welverdiende vakantie in de Noordelijke Kaukasus genoot. Via een directe radioverbinding gaven Popov en Rjoemin technische aanwijzingen en tips door.

### Reparaties
Sojoez T-3 vervoerde diverse speciale gereedschappen naar het station. De bemanning verving een omzetter in een van de compressoren van het brandstofsysteem. Saljoet 6 was tijdelijk onbewoond en tijdens die periode hervulde Progress 11 automatisch de brandstoftanks van het station, waardoor het mankement werd ontdekt.
De meest tijdrovende klus was de vervanging van een hydraulische eenheid van de temperatuurregeling, die over vier pompen beschikte. Deze werd middels koelvloeistof gekoeld en de kosmonauten namen de nodige voorzorgen om de op antivries gelijkende vloeistof niet te laten lekken. Bijkomend probleem vormde het station zelf. De pompen werden verondersteld hooguit twee jaar mee te gaan en Saljoet 6 zelf anderhalf jaar. Het was niet ontworpen op onderhoudsbeurten van deze omvang. Dit noopte de kosmonauten tot het doorzagen van een metalen steun om overal goed bij te kunnen; alle metaalvijlsel dat door het station zweefde ruimden ze zorgvuldig op. Dit leverde anders gevaar op voor zowel station als bemanning. Bovendien verving de bemanning telemetrie-, tijdregel- en programmeringsmodules en ze loste elektrische storingen op.

### Wetenschappelijk onderzoek
Ondanks het afgeladen werkprogramma was er tijd voor enige wetenschappelijke proeven. Men bekeek de groei van hogere planten en controleerde met het "Microclimate"-experiment of de atmosfeer in het station wel in voldoende mate circuleerde. Saljoet 6 beschikte over twee elektrische ovens voor wetenschappelijk onderzoek. Met de "Splav" onderzocht men legeringen, met de "Krystal" deed men proeven op het gebied van kristalgroei ten behoeve van halfgeleiders. Men produceerde cadmium/kwik/telluride-monokristallen.
De bemanning maakte een hologram van een kristal dat werd opgelost met behulp van een draagbare helium/neonlaser. De holografische camera was een gezamenlijk Russisch/Cubaans experiment. De pers toonde tijdens de schaarse momenten die de vluchtleiding voor hen inruimde vooral belangstelling voor de kleine plantenkas aan boord.

## Terugkeer
De Sojoez T-3 ontkoppelde op 10 december 1980 van het station en maakte nog dezelfde dag een behouden landing. Het trio kwam 130 km ten oosten van Jezqazğan neer. De totale vluchtduur bedroeg 12 dagen, 19 uur en 7 minuten. Gedurende die tijd hadden ze 204 maal om de Aarde gecirkeld. De ervaren Makarov ervoer geen problemen, zijn beide collegae echter wel. De "groentjes" Kizim en Strekalov kwamen gestrest terug van hun eerste missie, want het zeer strakke tijdschema gaf hun onvoldoende gelegenheid om lichamelijke oefeningen te doen.
1 ·
2 ·
3 ·
4 ·
5 ·
6 ·
7 ·
8 ·
9 ·
10 ·
11 ·
12 ·
13 ·
14 ·
15 ·
16 ·
17 ·
18A ·
18 ·
19 ·
20 ·
21 ·
22 ·
23 ·
24 ·
25 ·
26 ·
27 ·
28 ·
29 ·
30 ·
31 ·
32 ·
33 ·
34 · 
35 ·
36 ·
37 ·
38 ·
39 ·
40

T-1 ·  
T-2 ·
T-3 ·
T-4 ·
T-5 · 
T-6 ·
T-7 · 
T-8 ·
T-9 · 
T-10-1 ·
T-10 · 
T-11 ·
T-12 · 
T-13 ·
T-14 · 
T-15